# Schéma (géométrie algébrique)
Pour les articles homonymes, voir Schéma.
En mathématiques, les schémas sont les objets de base de la géométrie algébrique, généralisant la notion de variété algébrique de plusieurs façons, telles que la prise en compte des multiplicités, l'unicité des points génériques et le fait d'autoriser des équations à coefficients dans un anneau commutatif quelconque. 
Les schémas furent introduits par Alexandre Grothendieck en 1958, puis étudiés en détail dans son traité Éléments de géométrie algébrique (rédigé en collaboration avec Jean Dieudonné) suivi du Séminaire de géométrie algébrique du Bois Marie ; un des objectifs était d'établir le formalisme nécessaire à la démonstration des conjectures de Weil, qui nécessitaient notamment une définition souple de variété définie sur un corps fini.
Basée sur l'algèbre commutative, qui joue un rôle similaire au calcul différentiel en géométrie différentielle, la théorie des schémas permet une utilisation systématique de la topologie et de l'algèbre homologique. La théorie des schémas unifie aussi la géométrie algébrique avec une partie de la théorie des nombres, ce qui a notamment permis la démonstration du dernier théorème de Fermat.
Formellement, un schéma est un espace topologique localement annelé, localement isomorphe au spectre d'un anneau commutatif muni de son faisceau structural (aussi appelé schéma affine).
Le point de vue relatif en géométrie algébrique met l'accent sur l'étude des morphismes de schémas {\displaystyle X\rightarrow Y}  (on dit que {\displaystyle X} est un schéma au-dessus de {\displaystyle Y}), plutôt que sur l'étude d'un schéma donné. Par exemple, dans l'étude des surfaces algébriques, il peut être utile de considérer des familles de surfaces algébriques au-dessus d'un schéma {\displaystyle Y} quelconque. Dans de nombreux cas, la famille de toutes les variétés d'un certain type peut même être vue comme une variété ou un schéma, appelé un espace de modules.
La définition des schémas fut le point de départ d'une large refonte de la géométrie algébrique, qui donna lieu à l'introduction de notions telles que la cohomologie étale, les champs algébriques ou une formalisation géométrique de la théorie de Galois au travers du groupe fondamental étale (en).

## Développement historique
La géométrie algébrique est principalement née de l'étude des équations polynomiales à coefficients dans les nombres réels. Au XIXe siècle, il est devenu clair (avec les travaux de Jean-Victor Poncelet et Bernhard Riemann) que la géométrie algébrique était simplifiée si l'on travaillait plutôt avec des variétés complexes, c'est-à-dire sur le corps des nombres complexes, qui a l'avantage d'être algébriquement clos. Deux problèmes ont graduellement attiré l'attention au début du XXe siècle, motivés en partie par des problèmes en théorie des nombres : peut-on développer la géométrie algébrique sur un corps algébriquement clos quelconque, en particulier en caractéristique positive ? Qu'en est-t-il sur un corps quelconque ? D'autres méthodes étaient nécessaires, car les outils de la topologie et de l'analyse complexe, utilisés pour étudier les variétés complexes, ne semblaient pas s'appliquer dans ces cadres généraux.
Le théorème des zéros de Hilbert suggère une approche pour fonder la géométrie algébrique sur un corps algébriquement clos {\displaystyle k} quelconque : les idéaux maximaux de l'anneau de polynômes en {\displaystyle n} variables {\displaystyle k[X_{1},\dots ,X_{n}]} sont en bijection avec l'ensemble {\displaystyle k^{n}}de {\displaystyle n}-uplets d'éléments de {\displaystyle k}, et les idéaux premiers correspondent aux ensembles algébriques irréductibles de {\displaystyle k^{n}}, aussi appelés variétés algébriques affines. Motivés par ces idées, Emmy Noether et Wolfgang Krull développèrent l'algèbre commutative dans les années 1920 et 1930. Leurs travaux ont généralisé la géométrie algébrique dans une direction purement algébrique : au lieu d'étudier les idéaux premiers d'un anneau de polynômes, on peut étudier les idéaux premiers d'un anneau commutatif quelconque. Ainsi, Krull a défini la dimension d'un anneau commutatif quelconque en termes de ses idéaux premiers. Si l'anneau est de plus supposé noethérien, il a montré plusieurs propriétés attendues d'une notion géométrique de dimension.
L'algèbre commutative de Noether et Krull peut être vue comme une approche algébrique des variétés algébriques affines. Néanmoins, de nombreux arguments en géométrie algébrique fonctionnent mieux dans le cadre de variétés projectives, essentiellement car ces dernières sont compactes.
Des années 1920 aux années 1940, Bartel Leendert van der Waerden, André Weil et Oscar Zariski ont utilisé l'algèbre commutative pour fonder la géométrie algébrique dans le cadre enrichi des variétés projectives (ou quasi-projectives). En particulier, la topologie de Zariski est une topologie adaptée pour les variétés algébriques sur un corps algébriquement clos, remplaçant par certains aspects la topologie classique d'une variété complexe (induite par la topologie sur les nombres complexes).
Pour les applications à la théorie des nombres, van der Waerden et Weil ont défini la géométrie algébrique sur un corps quelconque, pas forcément algébriquement clos. Weil était le premier à définir une variété abstraite (non plongée dans un espace projectif) en recollant des variétés affines le long d'ensembles d'ouverts, de façon analogue à la définition d'une variété différentielle en géométrie différentielle. Il nécessitait cette généralité pour définir la variété jacobienne d'une courbe sur un corps quelconque (Weil, Chow et Matsusaka démontreront plus tard que les jacobiennes sont bien des variétés projectives). 
L'école Italienne en géométrie algébrique a utilisé fréquemment et de façon imprécise la notion de point générique d'une variété algébrique, les propriétés vraies pour le point générique étant souvent vraies pour la plupart des points de la variété. En 1946, dans Foundations of Algebraic Geometry , André Weil définit les points génériques en les prenant dans un corps algébriquement clos très gros, appelé domaine universel. Cette définition n'était pas complètement satisfaisante, car une même variété pouvait avoir de nombreux points génériques. Ce problème fut corrigé dans la théorie des schémas, où une variété algébrique a un unique point générique.  
Dans les années 1950, Claude Chevalley, Masayoshi Nagata et Jean-Pierre Serre ont étendu les objets de la géométrie algébrique en généralisant les anneaux de base considérés, motivés en partie par les conjectures de Weil, qui relient la théorie des nombres à la géométrie algébrique. Le mot schéma a été utilisé pour la première fois dans le séminaire Chevalley en 1956, où Chevalley s'intéressait aux idées de Zariski. Selon Pierre Cartier, c'est André Martineau qui a suggéré à Serre la possibilité d'utiliser le spectre d'un anneau commutatif arbitraire comme fondement de la géométrie algébrique.

## Intuition
Un schéma est avant tout un objet géométrique.
Telle qu'elle a été inventée, cette notion généralise la notion de variété algébrique. À une variété algébrique sur un corps, la théorie des schémas ajoute des points qui ne sont pas nécessairement fermés (grosso modo, ce sont des points dont les coordonnées sont des variables). 
Un schéma généralise aussi une variété algébrique en prenant en compte les multiplicités. Ainsi, les équations {\displaystyle x=0} et {\displaystyle x^{2}=0} définissant la même variété algébrique sur un corps {\displaystyle k}, mais des schémas différents :  {\displaystyle \operatorname {Spec} (k[X]/X)\neq \operatorname {Spec} (k[X]/X^{2})}.
En effet, le deuxième schéma possède un élément nilpotent (ou plutôt, une section globale nilpotente), mais pas le premier. 
Un schéma peut par ailleurs être défini sur un anneau quelconque, ce qui permet de s'appliquer à des situations issues de la théorie des nombres (l'équation de Fermat est ainsi définie sur les entiers relatifs). 
En théorie des nombres, pour étudier les propriétés arithmétiques d'une variété algébrique V sur {\displaystyle \mathbb {Q} }, il est utile de connaître son comportement « modulo p » pour tout nombre premier p. Pour ce faire, on essaie d'étendre V d'une manière raisonnable en un schéma sur l'anneau {\displaystyle \mathbb {Z} } des entiers relatifs. Ce schéma peut être vu comme une famille de variétés algébriques {V, Vp} où Vp est une variété algébrique sur le corps fini premier {\displaystyle \mathbb {F} _{p}}.

## Histoire
La notion de schéma est due à Alexandre Grothendieck, qui l'a inventée dans le but de démontrer les conjectures de Weil (qui sont maintenant un théorème, démontré par Pierre Deligne) vers l'année 1958. La théorie des schémas est développée dans le grand traité de fondements, inachevé, les Éléments de géométrie algébrique, plus connu des mathématiciens sous le nom des EGA.

## Quelques définitions de base

### Schémas
Un schéma est un espace topologique localement annelé, localement isomorphe au spectre d'un anneau commutatif muni de son faisceau structural (aussi appelé schéma affine).

### Propriétés de schémas
Si {\displaystyle X} est un schéma, un sous-schéma ouvert de {\displaystyle X} est un ouvert {\displaystyle U} de  {\displaystyle X} muni du faisceau {\displaystyle O_{X}|_{U}}. C'est un espace localement annelé, et en fait un schéma. Tout ouvert de {\displaystyle X} est toujours muni de cette structure de sous-schéma ouvert. 
Un schéma affine {\displaystyle {\rm {Spec}}\ A} est dit noethérien si {\displaystyle A} est un anneau noethérien. 
Un schéma noethérien est un schéma qui est réunion finie d'ouverts affines noethériens. 
Un schéma localement noethérien est un schéma dont tout point possède un voisinage ouvert affine noethérien. 
Un schéma réduit est un schéma tel que l'anneau {\displaystyle O_{X}(U)} soit réduit (i.e. sans élément nilpotent non nul) pour tout ouvert {\displaystyle U}. 
On dit que {\displaystyle X} est irréductible (resp. connexe) si l'espace topologique sous-jacent vérifie cette propriété. 
On dit que  {\displaystyle X} est intègre s'il est irréductible et réduit. Cela revient à dire que l'anneau {\displaystyle O_{X}(U)} est intègre pour tout ouvert {\displaystyle U}.
Un schéma régulier est un schéma localement noethérien {\displaystyle X} tel que ses anneaux locaux {\displaystyle O_{X,x}} sont réguliers en tout point {\displaystyle x}.

### Propriétés de morphismes
Un morphisme de schémas {\displaystyle f\colon X\to Y} entre deux schémas est simplement un morphisme en tant qu'espaces localement annelés. 
Un morphisme de schémas {\displaystyle f\colon X\to {\rm {Spec}}\ A} induit via le morphisme de faisceaux {\displaystyle O_{{\rm {Spec}}\ A}\to f_{*}O_{X}} un homomorphisme d'anneaux {\displaystyle A\to O_{X}(X)}. 
Proposition — L'application canonique {\displaystyle {\rm {Mor}}(X,{\rm {Spec}}\ A)\to {\rm {Hom}}_{\rm {anneaux}}(A,O_{X}(X))} est bijective et fonctorielle en {\displaystyle A} et en {\displaystyle X}.
- En particulier, se donner une structure de {\displaystyle A}-schéma sur {\displaystyle X} équivaut à se donner une structure de {\displaystyle A}-algèbre sur {\displaystyle O_{X}(X)}.
- La catégorie des schémas affines est équivalente à la catégorie des anneaux commutatifs unitaires.

Un morphisme affine est un morphisme f tel que pour tout ouvert affine V de Y, l'image réciproque {\displaystyle f^{-1}(V)} soit affine. On montre qu'il suffit pour cela que Y soit recouvert par des ouverts affines {\displaystyle V_{i}} dont les images réciproques dans X soient affines. 
Un morphisme fini est un morphisme affine f comme ci-dessus tel que de plus {\displaystyle {\mathcal {O}}_{X}(f^{-1}(V))} soit fini sur {\displaystyle {\mathcal {O}}_{Y}(V)} en tant que module. Il suffit que cette propriété soit vérifiée pour un recouvrement affine particulier de Y.

### Schémas au-dessus d'un schéma fixé
On fixe un schéma {\displaystyle S}. Un {\displaystyle S}-schéma est un schéma {\displaystyle X} muni d'un morphisme de schémas {\displaystyle \pi \colon X\to S}, lequel morphisme est appelé le morphisme structural du {\displaystyle S}-schéma, et {\displaystyle S} est appelé schéma de base. Dans les notations, on omet souvent le morphisme structural. Lorsque {\displaystyle S} est un schéma affine d'anneau {\displaystyle A}, on parle aussi de {\displaystyle A}-schéma au lieu de {\displaystyle S}-schéma. 
Tout schéma est, de façon unique, un {\displaystyle {\mathbb {Z} }}-schéma. Cela vient du fait qu'il existe un unique homomorphisme d'anneaux de {\displaystyle {\mathbb {Z} }} dans un anneau donné. 
Si {\displaystyle X,Y} sont des {\displaystyle S}-schémas, un morphisme de {\displaystyle S}-schémas de {\displaystyle X} dans {\displaystyle Y} est un morphisme de schémas {\displaystyle f\colon X\to Y} qui est compatible avec les morphismes structuraux : {\displaystyle \pi _{Y}f=\pi _{X}}. 
Les {\displaystyle S}-schémas et les morphismes de {\displaystyle S}-schémas forment une catégorie, appelée la catégorie des {\displaystyle S}-schémas, souvent notée {\displaystyle {\rm {Sch}}_{S}} ou {\displaystyle {\rm {Sch/S}}}.